# Agnes von Tengen
Agnes von Tengen (* 1381; † Dezember 1426) war eine Äbtissin des freiweltlichen Damenstifts Buchau im heutigen Bad Buchau am Federsee.

## Leben
Agnes war vermutlich die Tochter von Johannes des Jüngeren von Tengen und einer Margarete von Nellenburg. Am 24. Februar 1410 wurde sie vom Konvent zur Äbtissin des Stiftes gewählt und am 1. Juni 1410 empfing sie die Benediktion vom Generalvikar des Bischofs von Konstanz.
Sie starb im Dezember 1426.